# 국가정보원 (아프가니스탄)
국가정보원(파슈토어: خدمات اطلاعات دولتی‎ 카다마티 아에틀라아티 다울라티, 영어: State Information Services, 약자 KhAD)은 아프가니스탄의 정보기관으로, 공산정권 시절 비밀경찰로도 기능했다. 아프가니스탄 국익수호부(AGSA)와 보안정보기구(KAM)가 전신이며, 1979년 소련이 아프가니스탄을 침공한 이후 KhAD로 개명되었다. 직제상으로는 아프가니스탄 정부 소속이었지만 1989년까지는 사실상 소련 국가보안위원회(KGB)의 출장기관이었다. 1986년 국가보안부(WAD)로 승격되었다.
1992년 공산정권이 무너진 이후로도 WAD는 존속했으며, 아프가니스탄 내전 (1992년-1996년) 당시 아프가니스탄 구국 이슬람 통일전선(북부동맹)의 방첩부서로 기능했다.

## 역대 총수
| 대수  | 직함                  | 성명               | 취임            | 퇴임             | 정당                             |
| ----- | --------------------- | ------------------ | --------------- | ---------------- | -------------------------------- |
| 00    | 국익수호부장          | 아사둘라 사르와리  | 1978년 4월      | 1979년 9월       | 아프가니스탄 인민민주당 칼리크파 |
| 00    | 보안정보기구장        | 아사둘라 아민      | 1979년 9월      | 1979년 12월      | 아프가니스탄 인민민주당 칼리크파 |
| 01    | 국가정보원장          | 모하마드 나지불라  | 1980년 1월 11일 | 1985년 11월 21일 | 아프가니스탄 인민민주당 파르참파 |
| 02/01 | 국가정보원장/보안장관 | 굴람 파루크 야쿠비 | 1985년 12월 6일 | 1992년 4월 16일  | 아프가니스탄 인민민주당 파르참파 |
| 02    | 보안장관              | 오스만 술파티      | 1992년 4월 16일 | 1992년 4월 28일  | 아프가니스탄 인민민주당 파르참파 |
| 06    | 보안장관              | 헤사무딘 헤삼      | 1992년 4월      | 2004년 12월      | 북부동맹                         |